# 落合町 (瀬戸市)
落合町（おちあいちょう）は、愛知県瀬戸市下品野連区の町名。丁番を持たない単独町名である。

## 地理
瀬戸市の中央北部に位置する。西を八床町、北を北丘町・広之田町、東から南を品野町と隣接している。

### 河川
- 水野川[8] ： 町の南端から西端にかけての町境付近を西流している。
- 寺前川（水野川支流） ： 町の東部を南流し、水野川に注ぎ込んでいる。
- 落合川（水野川支流） ： 町の中央部を南流し、水野川に注ぎ込んでいる。

- 水野川（落合町・品野町境）

### 学区
市立小・中学校に通う場合、学区は以下の通りとなる。また、公立高等学校普通科に通う場合の学区は以下の通りとなる。
| 番・番地等 | 小学校               | 中学校             | 高等学校 |
| ---------- | -------------------- | ------------------ | -------- |
| 全域       | 瀬戸市立下品野小学校 | 瀬戸市立品野中学校 | 尾張学区 |

## 歴史

### 町名の由来
尾張徇行記に「又片草川ト鳥原川ト本郷ノ東北ニテ落合ヘリ、ココニ農屋数戸アリ、即落合島ト云」とあるように、かつてこの地は落合島といい、それが字名・町名となったと推察される。

### 沿革
- 1965年（昭和40年）5月1日 - 瀬戸市大字下品野字落合の全域と、字山崎・北山の各一部により、同市落合町として成立[2]。

## 世帯数と人口
2024年（令和6年）2月1日現在の世帯数と人口は以下の通りである。
| 町丁   | 世帯数  | 人口  |
| ------ | ------- | ----- |
| 落合町 | 239世帯 | 389人 |

### 人口の変遷
国勢調査による人口の推移
| 1995年（平成7年）  | 452人 | [ 12 ] |  |
| 2000年（平成12年） | 339人 | [ 13 ] |  |
| 2005年（平成17年） | 435人 | [ 14 ] |  |
| 2010年（平成22年） | 418人 | [ 15 ] |  |
| 2015年（平成27年） | 418人 | [ 16 ] |  |
| 2020年（令和2年）  | 374人 | [ 17 ] |  |

### 世帯数の変遷
国勢調査による世帯数の推移。
| 1995年（平成7年）  | 138世帯 | [ 12 ] |  |
| 2000年（平成12年） | 121世帯 | [ 13 ] |  |
| 2005年（平成17年） | 185世帯 | [ 14 ] |  |
| 2010年（平成22年） | 178世帯 | [ 15 ] |  |
| 2015年（平成27年） | 159世帯 | [ 16 ] |  |
| 2020年（令和2年）  | 167世帯 | [ 17 ] |  |

## 交通

### 鉄道
町内に鉄道は走っていない。最寄り駅は名鉄瀬戸線尾張瀬戸駅になる。

### バス
瀬戸市コミュニティバス「上半田川線」
- 道の駅しなの - しなのバスセンター - 上半田川転回場 系統が走っているが、町内にバス停はない。最寄りのバス停は、しなのバスセンターバス停・北丘町南バス停になる。

### 道路
国道248号 ： 町の東部、品野町との町境付近を南北に通っている。

## 施設
- 久雲寺[8] ： 曹洞宗[18]。本尊は釈迦牟尼如来、脇仏として薬師如来、阿弥陀如来を祀る[18]。開創は奈良時代（神亀2年）に行基によってなされたとされ、1621年（元和6年）に雲興寺14世居雲宗準大和尚によって開山した[18]。山門前に念仏塔2基、青面金剛像などがたつ[8]。
- 神明社[8] ： 旧下品野村の氏神であり、その由緒には「社伝明らかならずも、本朝元中七年（1390）後亀山天皇の御世創設」とある[19]。洲原・山上・津島・白山・天神・貴布禰各社を合祀しており、西には天白社・陶祖社が並んでいる[8]。
- ビレッジハウス落合 ： 元・落合雇用促進住宅。1号棟から4号棟までがあり、1・2号棟は1972年（昭和47年）2月に、3・4号棟は同年10月にそれぞれ建築[20][21][22][23]。いずれも鉄筋コンクリート造、5階建、全40戸[20][21][22][23]。
- 工房・ギャラリー燄 ： 陶芸作家・波多野正典氏による陶芸ギャラリー[24]。瀬戸地方の伝統釉薬を現代に活かした深みのある作品が特長で、少人数制の体験教室も行っている[24]。
- 品野児童遊園 ： 神明社に併設されている公園。ブランコ・すべり台・鉄棒がある。
- 落合城址（史跡） ： 「寛文記」によると東西53間・南北45間の大きさで、応永頃は戸田弾正宗繁、文明頃は長江修理が城主だったといわれる[25]。城畑と呼ばれる山麓部にはかつての空堀・土居・古井・礎石が残っている[25]。

- 神明社
- ビレッジハウス落合

## その他

### 日本郵便
- 郵便番号 : 480-1205[6]（集配局：瀬戸郵便局[26]）。